# San Siro 2007
San Siro 2007 es el segundo álbum en vivo de la cantante italiana Laura Pausini. Fue grabado bajo una gran lluvia el día 2 de junio de 2007, en el Estadio San Siro, en Milán, Italia. 
En este material discográfico la cantante Laura Pausini interpreta sus más grandes éxitos en italiano, también cantando algunos temas en español y tres en francés, inglés y portugués

## Disco 1 • DVD
| #   | Capítulo Título                                                                                           | Duración |
| --- | --- | -------- |
| 01. | Io canto                                                                                                  | 5:40     |
| 02. | Gente | 4:00     |
| 03. | Destinazione paradiso                                                                                     | 3:46     |
| 04. | E ritorno da te                                                                                           | 4:18     |
| 05. | Medley: Dove sei / Mi libre canción / Come il sole all'improvviso {Versión Francesa} / Benedetta passione | 9:13     |
| 06. | La solitudine                                                                                             | 4:11     |
| 07. | Ascolta il tuo cuore                                                                                      | 4:19     |
| 08. | Medley: La prospettiva di me / Parlami                                                                    | 4:21     |
| 09. | Medley: Víveme / Vivimi                                                                                   | 5:07     |
| 10. | Tra te e il mare                                                                                          | 4:26     |
| 11. | Un'emergenza d'amore                                                                                      | 4:10     |
| 12. | Dispárame, dispara                                                                                        | 4:12     |
| 13. | Medley: Prendo te / She (Uguale a lei) / Cinque giorni / Strani amori                                     | 8:19     |
| 14. | Resta in ascolto                                                                                          | 3:32     |
| 15. | Due | 4:39     |
| 16. | Medley: La isla bonita / Y mi banda toca el rock                                                          | 6:33     |
| 17. | Non me lo so spiegare {dueto con Tiziano Ferro}                                                           | 4:59     |
| 18. | Medley: Quando / In assenza di te / Surrender / Apaixonados como nós / Scrivimi / Favola                  | 15:42    |
| 19. | Le cose che vivi                                                                                          | 7:46     |
| 20. | Una storia che vale                                                                                       | 7:10     |
| 21. | Come se non fosse stato mai amore                                                                         | 4:03     |
| 22. | Incancellabile                                                                                            | 7:07     |
| 23. | Créditos                                                                                                  | 3:20     |
| 24. | Backstage                                                                                                 | 17:44    |

## Disco 2 • CD
| #   | Título | Duración |
| --- | --- | -------- |
| 01. | Io canto (en vivo)                                                                                                  | 5:13     |
| 02. | Gente (en vivo) | 3:50     |
| 03. | Destinazione paradiso {En vivo}                                                                                     | 3:50     |
| 04. | Medley: Dove sei / Mi libre canción / Come il sole all'improvviso {Versión Francesa} / Benedetta passione {En vivo} | 7:53     |
| 05. | La solitudine {En vivo}                                                                                             | 4:14     |
| 06. | Ascolta il tuo cuore {En vivo}                                                                                      | 4:17     |
| 07. | Medley: La prospettiva di me / Parlami {En vivo}                                                                    | 4:25     |
| 08. | Medley: Víveme / Vivimi {En vivo}                                                                                   | 3:54     |
| 09. | Medley: Prendo te / She (Uguale a lei) / Cinque giorni / Strani amori {En vivo}                                     | 7:29     |
| 10. | Dispárame, dispara {En vivo}                                                                                        | 4:09     |
| 11. | Non me lo so spiegare {dueto con Tiziano Ferro • En vivo}                                                           | 4:42     |
| 12. | Y mi banda toca el rock {En vivo}                                                                                   | 3:58     |
| 13. | Medley: Quando / In assenza di te / Surrender / Apaixonados como nós / Scrivimi {En vivo}                           | 8:22     |
| 14. | Come se non fosse stato mai amore {En vivo}                                                                         | 4:01     |
| 15. | Una storia che vale {En vivo}                                                                                       | 6:11     |

- Datos: Q898569